# WDM
WDM (Wavelength Division Multiplexing) là phương thức ghép kênh quang theo bước sóng. Thông thường trong tuyến thông tin quang điểm nối điểm, mỗi một sợi dẫn quang cho một tia laser với một bước sóng ánh sáng truyền qua, tại đầu thu, bộ tách sóng quang tương ứng sẽ nhận tín hiệu từ sợi này. Mỗi một sóng laser này mang một số tín hiệu điện với một phổ nhất định.
Từ những năm 1980, công nghệ sợi quang có nhiều tiến bộ nên phương thức ghép kênh quang theo bước sóng được ứng dụng trong mạng viễn thông đường trục và quốc tế. WDM cho phép ta tăng dung lượng kênh mà không cần tăng tốc độ bit của đường truyền và cũng không dùng thêm sợi dẫn quang.